# Astragalus microdontus
Astragalus microdontus är en ärtväxtart som beskrevs av John Gilbert Baker. Astragalus microdontus ingår i släktet vedlar, och familjen ärtväxter. Inga underarter finns listade i Catalogue of Life.